# Ndokoko
Ndokoko ou Ndokohot est un quartier de la ville de Yabassi dans le département du Nkam au Cameroun, dans la région du Littoral.

## Population et environnement
En 1967, le quartier de Ndokoko avait 41 habitants. La population de Ndokoko était de 304 habitants dont 157 hommes et 147 femmes, lors du recensement de 2005.